# IC 4406
IC 4406 è una nebulosa planetaria situata nella costellazione del Lupo. È conosciuta anche con il nome di Nebulosa Retina, per il suo aspetto, molto simile alla retina dell'occhio. La distanza dal Sole è incerta, e va da 1900 a 5000 anni luce.
Le immagini combinate del Telescopio Spaziale Hubble e del Very Large Telescope ci hanno permesso di osservare l'aspetto singolare di questa nebulosa:  per la sua elevata simmetria, appartiene alla classe delle nebulose planetarie bipolari, come la Nebulosa Farfalla.
Dalla foto si può osservare infatti come le due parti, destra e sinistra, siano uguali; il gas e le polveri intorno alla stella morente formano una specie di ciambella di materiale, che interagisce con le radiazioni che la stella emette ionizzando gli atomi di ossigeno (nella foto azzurri), idrogeno (in verde) e azoto (in rosso). Vi è anche un'altra zona di gas neutro, che nella banda della luce visibile non è osservabile, e che però può essere studiata mediante la radioastronomia.